# Dixonius siamensis
Espèce
Synonymes
- Phyllodactylus siamensis Boulenger, 1899
- Phyllodactylus paviei Mocquard, 1904
- Phyllodactylus burmanicus Annandale, 1905

Dixonius siamensis est une espèce de geckos de la famille des Gekkonidae.

## Répartition
Cette espèce se rencontre en Thaïlande, au Laos et au Viêt Nam.
Sa présence au Cambodge est incertaine.

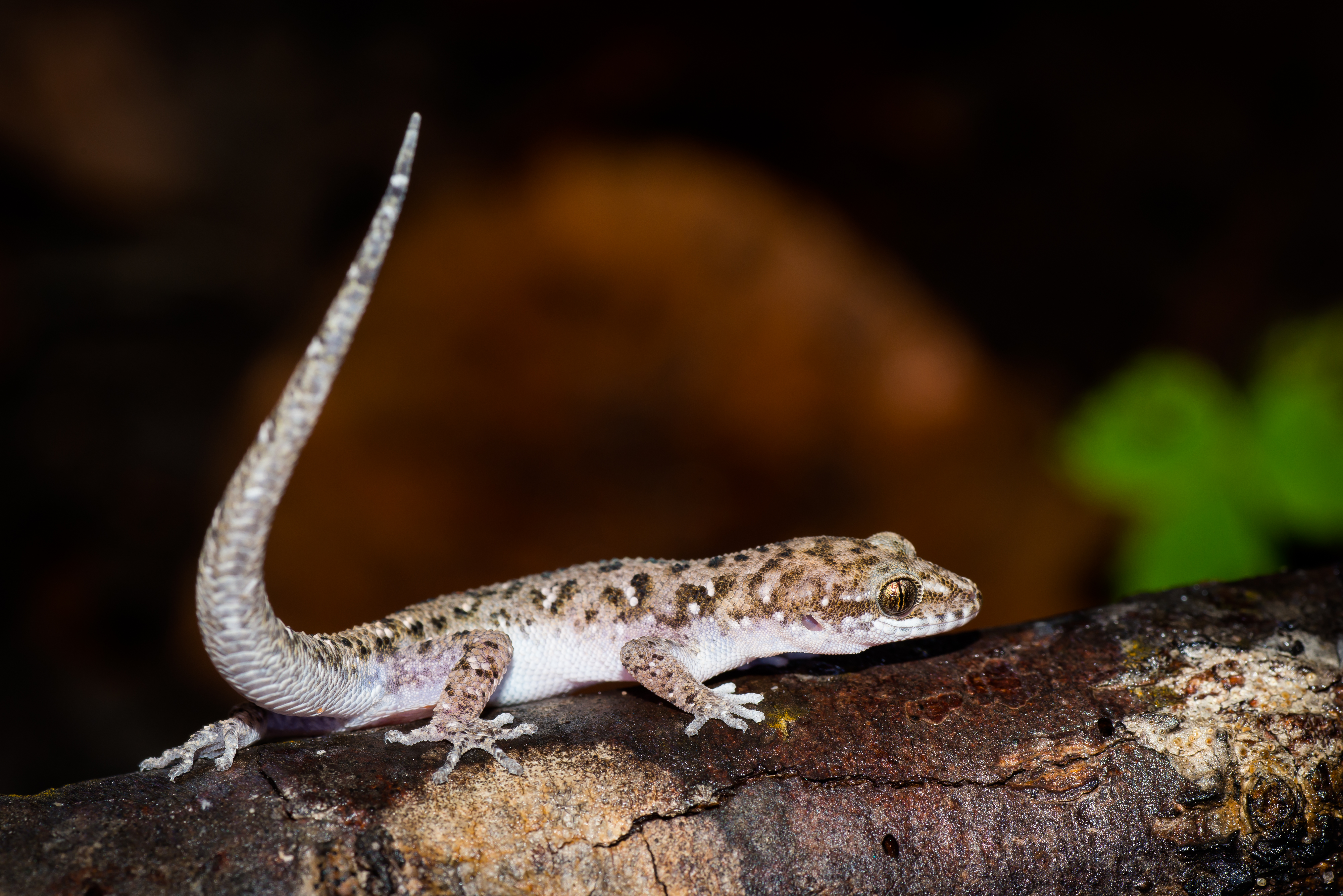
Gecko dixonius siamensis, sanctuaire de faune de Huai Kha Khaeng, Thaïlande

## Description

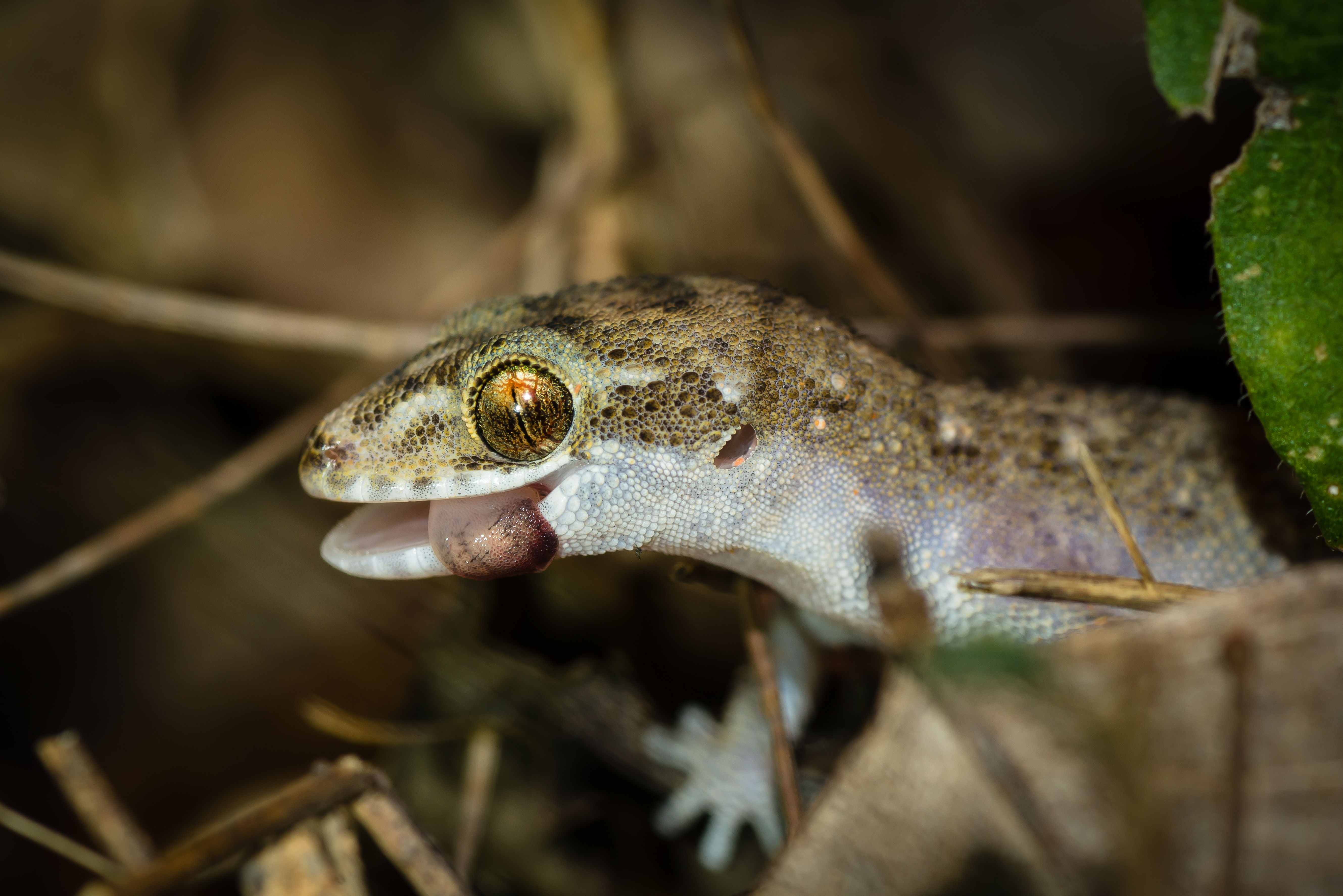
Gros plan sur la tête du dixonius siamensis, parc national de Kaeng Krachan, Thaïlande

C'est un gecko insectivore.

## Étymologie
Son nom d'espèce, composé de siam et du suffixe latin -ensis, « qui vit dans, qui habite », lui a été donné en référence au lieu de sa découverte, le Siam.

## Publication originale
- Boulenger, 1899 "1898" : Third report on additions to the lizard collection in the Natural History Museum. Proceedings of the Zoological Society of London, vol. 1898, p. 912-923 (texte intégral).